# Ludwig Vörg
Ludwig Vörg (1911 – 1941) was een Duits alpinist. 
Op 21-24 juli 1938 beklom hij samen met Anderl Heckmair, Heinrich Harrer en Fritz Kasparek als eersten de Eiger-noordwand.
In 1937 had hij met Matthias Rebitsch al een vergeefse poging gedaan deze wand te bedwingen, waarbij zij na een weersomslag respect afdwongen door een voor onmogelijk gehouden veilige terugkeer uit de beruchte wand, die bij eerdere beklimmingspogingen in de jaren 30 al meerdere slachtoffers had gekost.
Na de succesvolle beklimming werden de klimmers door Hitler ontvangen en ingezet voor propagandadoeleinden door het nazi-regime. Vörg werd benoemd tot Stammführer in de NSDAP en werd onmisbaar verklaard, waardoor hij ontsnapte aan frontdienst. Door zijn gedrag werd hij echter al gauw als onbetrouwbaar beschouwd en werd hij toch naar het front gestuurd. Vörg sneuvelde in 1941 tijdens de Tweede Wereldoorlog aan het oostfront in Rusland.